# Rododafni
Rododafni  este un oraș în Grecia în Prefectura Ahaia.